# Mikhaïl Kochkine
Pour les articles homonymes, voir Kochkine.
Mikhaïl Ilitch Kochkine (en russe : Михаил Ильич Кошкин), né le 3 décembre 1898 dans l'oblast de Iaroslavl et mort le 26 septembre 1940, est un ingénieur soviétique du Bureau de conception de Morozov (KMDB). Il fut le concepteur du char de combat moyen T-34.

## Biographie
Kochkine étudia le génie mécanique à Petrograd dans les années qui suivirent la Révolution d'Octobre et acheva ses études en 1934. D'abord contremaître aux ateliers Kirov de Petrograd, où il était affecté aux prototypes de tanks, il fut transféré en 1936 à l’usine de Locomotives « Komintern » de Kharkov. Il mourut au début de l'hiver 1940 d'une pneumonie aiguë, contractée au cours de l'acheminement, par 2 900 km de route et de chemins jusqu'à Moscou puis la Finlande, de deux prototypes de T-34. Ces chars, parvenus trop tard sur le front nord, furent réexpédiés via Minsk et Kiev à Kharkov.
Décoré à titre posthume du prix Staline en 1942, il est également décoré de l'Ordre de l'Étoile rouge.

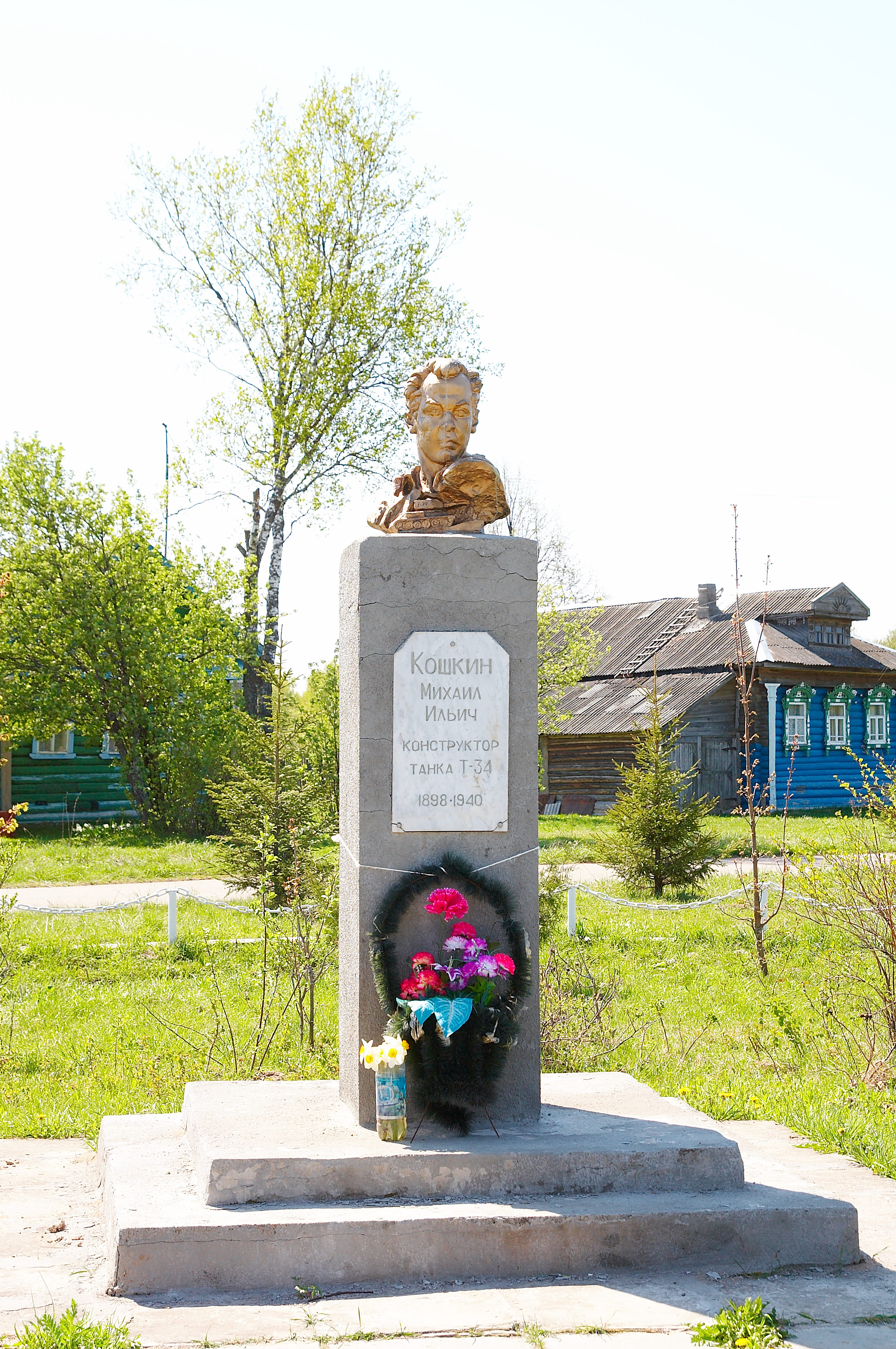
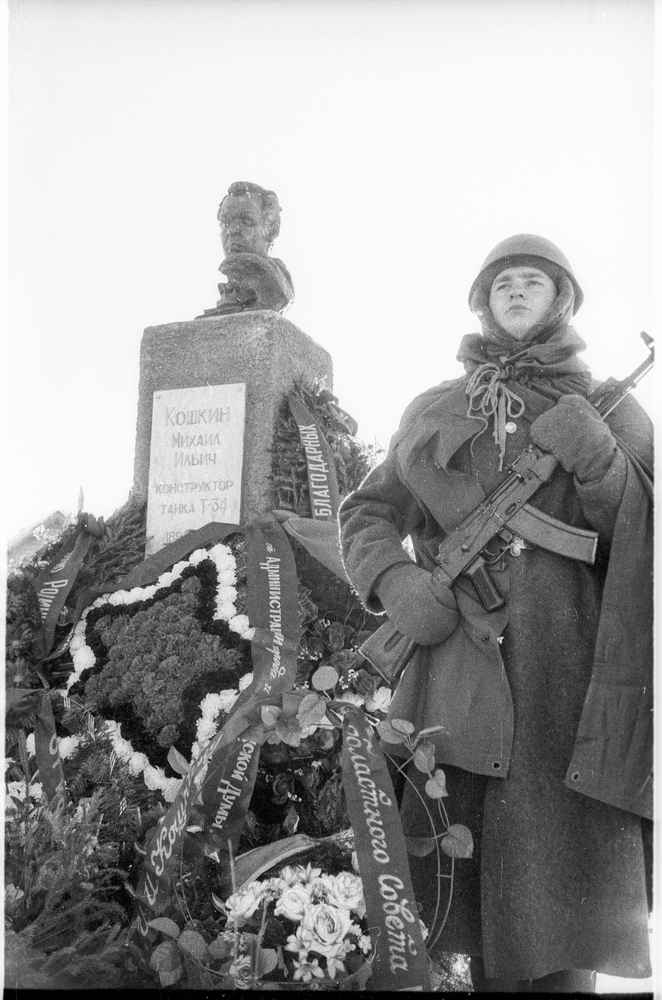